# Eden Hason
Eden Hason (in ebraico עדן חסון‎?; Pardes Hanna-Karkur, 25 agosto 1994) è un cantautore israeliano.

## Biografia
Hason, nato a Pardes Hanna-Karkur in una famiglia religiosa, ha studiato informatica e ha avviato la propria attività musicale caricando brani tramite Facebook e YouTube. Ha anche prestato servizio militare e si è anche occupato della stesura di testi per Pe'er Tasi, Eden Ben Zaken e Itay Levy.
Ha fatto il proprio debutto nell'industria discografica nel 2017 con Shmishehu yaatzur uti (2017), divenuto un successo radiofonico a livello nazionale e riconosciuto col premio ACUM alla canzone dell'anno. Lo stesso ha anticipato l'uscita del primo album in studio d'esordio omonimo, avvenuta nel marzo 2019, che l'ha reso uno degli israeliani più riprodotti su Spotify nel corso dell'anno. Shmishehu yaatzur uti è stato anche il secondo album più ascoltato in territorio israeliano sul medesimo servizio musicale l'anno successivo, facendogli guadagnare una candidatura per l'MTV Europe Music Award al miglior artista israeliano dell'anno.
Shki'ot adomot (2020) e Gdal lei ktzet zkan (2021), tratti dal secondo LP Albom 2 (2021), sono risultati due dei brani più popolari in Israele del 2021 su Spotify; nello stesso arco di tempo, Hason è stato il secondo uomo col maggior numero di stream rilevati dalla piattaforma, dopo Omer Adam. Durante l'estate è stato insignito del premio ACUM al compositore dell'anno.
È risultato l'interprete più ascoltato dell'intero 2022 a livello nazionale sia su Apple Music che su Spotify. È stato anche votato come cantante maschile ai premi Frogi.
Ha poi conservato il primato dell'artista più riprodotto nel Paese per un secondo anno consecutivo sul servizio musicale svedese. A seguito del lancio della Mako Hit List, Hason ha conseguito diversi ingressi in classifica, tra cui Le'ahuv otech kel yum (in collaborazione con Doli & Penn), numero uno. Nel marzo 2023 le sue tre date alla Yad-Eliyahu Arena hanno registrato il tutto esaurito, mentre l'anno successivo è stato impegnato con il suo primo USA Tour da solista.
Anche lo show del 23 gennaio 2025 alla Yad-Eliyahu Arena è andato tutto esaurito, e di conseguenza, è stata aggiunta una seconda data svoltasi allo stesso palazzetto due giorni più tardi. Il 10 febbraio seguente è stato messo in commercio il suo terzo disco di inediti, intitolato Tader 4.

## Vita privata
Nel novembre 2024 si è dichiarato apertamente omosessuale e di essere impegnato sentimentalmente con l'attore Yutam Gabriel.

## Discografia

### Album in studio
- 2019 – Shmishehu yaatzur uti
- 2021 – Albom 2
- 2025 – Tader 4

### Album dal vivo
- 2021 – Menora Live 2021
- 2023 – Menora 360º Live

### Album di remix
- 2023 – Eden Hason harmixim
- 2024 – Eden Hason harmixim: Halek 2

### Singoli
- 2017 – Shmishehu yaatzur uti
- 2018 – Yaldim ke'ela
- 2018 – Shikurim
- 2018 – Mitpotzetz lei ha'rosh
- 2018 – Gam vegam
- 2018 – Ani mevulbel
- 2019 – Hai DJ
- 2019 – Kfiot
- 2019 – Eich et ohevet
- 2019 – Ini'im
- 2019 – Shona mehanof (con Eden Ben Zaken)
- 2019 – Kshnagmaret hasofa
- 2019 – Shmafnia
- 2019 – Meh avar alai
- 2020 – Et hasra lei
- 2020 – Itch
- 2020 – El tishebri lei et halev
- 2020 – Shvu'ayim
- 2020 – Sibuvim
- 2020 – Shki'ot adomot
- 2021 – Be'or gdul (con Eyal Golan)
- 2021 – Gdal lei ktzet zkan
- 2021 – Shushanim atzuvot (con Jasmin Moallem)
- 2021 – Norid telchultza
- 2021 – Shimi ps (con Ella Lee)
- 2021 – Mivtich
- 2021 – Midlika lei hakel
- 2021 – Le mergish tov
- 2021 – Pilatrim yafim (con Eden Ben Zaken)
- 2021 – Meh pispasti
- 2021 – Beti lehitzil otech (con Shahar Saul e Agam Buhbut)
- 2021 – Kolnu rotzim ahava
- 2022 – Kaha kel yum
- 2022 – Bo'i nishen al ze
- 2022 – Osha lei tzrot
- 2022 – Metapsim al hakirot
- 2022 – El yeker (con Mor)
- 2022 – Et hasra lei & orot (con Avraham Tal)
- 2022 – Ad shtavo'i ad ali'i
- 2023 – Shuv
- 2023 – Az meh achsav
- 2023 – Itch & tachzari mehar (con Osher Cohen)
- 2023 – Le'ahuv otech kel yum (con Doli & Penn)
- 2023 – Chishgozim
- 2023 – Le tir'a uti buha
- 2023 – Hachi'im lefani'i (con Itay Galo)
- 2023 – Le shuta le ma'ashen
- 2023 – Yeshivot
- 2023 – Shanipagsh rek beshmachot (con gli Hadag Nahash)
- 2023 – Anachanu ze gorel (con Sarit Hadad)
- 2023 – Ahuva shli
- 2024 – Tzuchket vebuha
- 2024 – Mechrozet im Yisral
- 2024 – In uti
- 2024 – Shibulim
- 2024 – Meh asit lei
- 2024 – Choref be'ilat
- 2024 – Lev shvir (con Sasson Ifram Shaulo)
- 2024 – Migdalim (con Stilla e Ness)
- 2024 – Sof sof ani
- 2025 – Hapa'am ze ze
- 2025 – Tader
- 2025 – Havra mishuga'at (con Margalit Tzan'ani)

## Tournée
- 2022 – USA Tour (con Eden Ben Zaken)
- 2024 – USA Tour